# Freiberger Brauhaus
La Freiberger Brauhaus est une brasserie à Freiberg, dans le Land de Saxe.

## Histoire
Le 11 août 1850, le "Commun-Brauhof zu Freiberg" est ouvert par la coopérative de brassage de Freiberg. En 1863, la Freiberger Brauhaus est la première brasserie de Saxe à brasser une bière de style pils sous le nom de "Freiberger Böhmisch". En 1898, elle devient la "Bürgerliche Brauhaus Freiberg AG", l'une des premières sociétés par actions en Allemagne.
Après la Seconde Guerre mondiale, Freiberg se trouve dans la zone d'occupation soviétique en Allemagne, plus tard la RDA. La brasserie perd son statut juridique de société par actions en 1946. Elle devient en 1948. une entreprise publique (les propriétaires sont expropriés) et est intégrée à la "VEB Getränkekombinat Karl-Marx-Stadt".
Après la fin de la RDA, l'entreprise est reprise par Eichbaum-Brauereien AG (Mannheim) et en 2000, elle est fusionnée dans Actris AG par le fondateur de SAP, Dietmar Hopp. Pendant ce temps, de nouvelles installations sont construites à la périphérie nord de la ville et les anciens locaux de l'entreprise sur le périphérique de la ville sont abandonnés, seul le restaurant de la brasserie demeure.
En mai 2006, la société est vendue rétrospectivement au 1er janvier 2006 au groupe Radeberger, qui possède déjà à l'époque trois brasseries saxonnes. En 2006, Freiberger produit pour la première fois plus d'un million d'hectolitres en un an.

## Production
| Name                           | Forme de bouteille |
| ------------------------------ | ------------------ |
| Freiberger Pils                | Longneck           |
| Freiberger Edelkeller          | Longneck           |
| Freiberger Alkoholfrei         | Longneck           |
| Freiberger 1863 Jubiläums-Pils | Longneck           |
| Freiberger Bockbier            | Longneck           |
| Freiberger Schankbier          | Longneck           |
| Freiberger Exportbier          | Longneck           |
| Freiberger Festbier            | Longneck           |
| Freiberger Alkoholfrei Zitrone | Longneck           |
| Freiberger Radler Naturtrüb    | Longneck           |
| Freiberger Schwarzbier         | Longneck           |
| Meisterbräu Pilsner            | NRW                |
| Meisterbräu Export             | NRW                |
| Meisterbräu Cola-Bier          | NRW                |
| Meisterbräu Zitrone (Radler)   | NRW                |

Avant le changement au printemps 2009, toutes les variétés étaient conditionnées dans des bouteilles NRW, à l'exception de la bière du festival anniversaire de Freiberg, qui était auparavant vendue dans des bouteilles à couvercle basculant à long col.